# 퍼펙트 타겟 (1997년 영화)
《퍼펙트 타겟》(Perfect Target)은 멕시코에서 제작된 쉘던 레티치 감독의 1997년 영화이다. 다니엘 베른하르트 등이 주연으로 출연하였고 알렉산더 타브리지 등이 제작에 참여하였다.

## 출연

### 주연
- 다니엘 베른하르트
- 짐 피리
- 로버트 잉글런드
- 브라이언 톰슨
- 줄리에타 로즌

### 조연
- 마리오 이반 마르티네즈
- 밥 코헤르
- 오스카 딜론
- 가이 드 세인트 실
- 르네 가티카
- 호노라토 마가로니

## 기타
- 라인프로듀서: 조시 루드로우
- 협력프로듀서: 레베카 모리슨
- 미술: 모리시오 드 아귀나코
- 배역: 제임스 F. 타지아

## 제작
영화 촬영은 멕시코 할리스코주, 나야리트주, 푸에르토바야르타에서 이루어졌다.

## 개봉
이 영화는 1997년 4월 28일 독일에서 홈 비디오로 개봉되었다. 1999년 9월 11일 미국에서 개봉되었다.